# Chiesa di Sancto Gerhardo
La chiesa di Sancto Gerhardo è un edificio religioso di Monza annesso al vecchio Ospedale Umberto I di San Gerardo. La chiesa parrocchiale, progettata insieme all'ospedale stesso dall'architetto Ercole Balossi-Merlo, fu costruita nel 1894 e inaugurata nel 1896. È dedicata a San Gerardo, detto dei Tintori, compatrono di Monza.
È un edificio di medie dimensioni di stile neoclassico con un pronao appena accennato sormontato da un timpano e con due colonne di granito ai lati, che prospetta in via Magenta, mentre un ingresso laterale secondario dà accesso all'area ospedaliera. Alla chiesa è collegata la canonica.
La chiesa è stata concepita come parrocchiale San Gerardo dei Tintori,  mentre sul lato esterno è stata costruita una piccola cappella-oratorio dedicata a San Carlo. Non va confusa con la più vecchia Chiesa di San Gerardo "al corpo" che si trova nella omonima piazzetta a cui si accede da via Lecco e nemmeno con l'ancora più antica chiesetta di San Gerardino edificata nel cortile della casa paterna del santo monzese di fronte dell'antico ponte a lui stesso dedicato e ancor prima dedicata a Sant'Ambrogio, patrono di Milano.
L'immagine di San Gerardo dei Tintori che si ammira nella pala sull'altare è opera a encausto del pittore monzese Gerardo Bianchi.